# Фрерикс, Кортни
Кортни Фрерикс (англ. Courtney Frerichs; род. 18 января 1993, Никса, Миссури) − американская легкоатлетка, серебряный призёр летних Олимпийских игр 2020 года в Токио в беге на 3000 метров с препятствиями.

## Биография и спортивная карьера
Родилась 18 января 1993 года в городе Манделейн, штат Иллинойс.
Легкой атлетикой начала заниматься в школьные годы. Будучи старшеклассником в государственной средней школе Nixa, Кортни Фрерикс получила звание лучшего спортсмена недели в кросс-кантри на всех конференциях и округах, а также звание лучшего спортсмена недели KSPR-TV.
Кроме легкой атлетикой Кортни занималась также футболом и гимнастикой.
Заняла второе место в беге с препятствиями после Эммы Коберн и опередил Коллин Куигли на отборочных соревнования за право поехать на Олимпийские игры в Рио в 2016 году.
Выиграла серебряную медаль на чемпионате мира 2017 года, став седьмой самой быстрой женщиной в истории соревнований (две недели спустя она переместилась на 8 место). Эмма Коберн выиграла золотую медаль на том же чемпионате, таким образом сделав Коберн и Фрерикс первыми американскими женщинами, выигравшими золотую и серебряную медаль на любом индивидуальном чемпионате мира или Олимпийских играх на дистанции более 400 метров после Стокгольмских игр 1912 года.
20 июля 2018 года на соревнованиях Herculis в Монако она заняла второе место после мирового рекорда Беатрис Чепкуч 8: 44.32. Время Фрерикс — 9: 00.85 опередило время Кобурна для рекордов Америки и Северной Америки (NACAC) в беге с препятствиями и № 6 за все время.
Фрерикс выиграла титул NCAA в беге с препятствиями на чемпионате NCAA Division I по легкой атлетике в 2016 году, установив студенческий рекорд 9: 24,41.
В 2019 году участвовала в чемпионате мира в Дохе.

## Олимпиада 2020 в Токио
На Олимпийских играх 2020 Фрерикс выиграла серебряную медаль со временем 9: 04.79, финишировав позади Перута Чемутая и опередив Хивина Киенга Джепкемаи.